# Municipio de Tierp
Tierp (en sueco: Tierps kommun) es un municipio de la provincia de Upsala, Suecia, en las provincias históricas de Uppland y Gästrikland. Su sede se encuentra en la localidad de Tierp. El municipio actual se formó durante la reforma municipal de 1971 con la transformación de la ciudad de mercado (köping) de Tierp en un municipio de tipo unitario. En 1974 se agregaron los municipios rurales de Vendel, Hållnäs, Österlövsta, Västland y Söderfors.

## Localidades
Hay nueve áreas urbanas (tätort) en el municipio:
| # | Tätort        | Población |
| - | ------------- | --------- |
| 1 | Tierp         | 6137      |
| 2 | Örbyhus       | 2022      |
| 3 | Söderfors     | 1755      |
| 4 | Karlholmsbruk | 1234      |
| 5 | Skärplinge    | 746       |
| 6 | Månkarbo      | 683       |
| 7 | Tobo          | 595       |
| 8 | Mehedeby      | 433       |
| 9 | Upplanda      | 237       |

## Demografía

### Desarrollo poblacional
| Gráfica de evolución demográfica de Tierp entre 1970 y 2015 |
|                                                             |
| Fuente: SCB                                                 |

## Ciudades hermanas
Tierp esta hermanado o tiene tratado de cooperación con:
- Namur, Bélgica
- Hauho, Finlandia
- Forssa, Finlandia
- Janakkala, Finlandia
- Vågå, Noruega